# Amerikanske barake u Splitu
Amerikanske barake je bio nekadašnji popularni naziv za dio gradskog kotara Bol, na predjelu Bol-Plokite u gradu Splitu. 

To su bile drvene barake građene nedugo nakon Drugog svjetskog rata za povratnike iz Sjedinjenih Američkih Država. Kako su bile dosta neuvjetne, povratnici iz SAD se u njima nisu dugo zadržali. Velika većina se vratila natrag u Ameriku, a u barake je privremeno naseljeno domicilno stanovništvo. 
 Barake su postojale do prve polovice 70-ih godina 20. stoljeća kada su porušene, a na mjestu gdje su stajale izgrađene su moderne stambene zgrade.